# Польська Ірина Іллівна
Польська Ірина Іллівна (нар. 11 листопада 1954, Харків) — українська піаністка, музикознавиця, викладачка, науковиця, доктор мистецтвознавства (2004), професор (2005), професор кафедри теорії та історії музики Харківської державної академії культури.

## Біографія
Ірина Іллівна Польська народилась 11 листопада 1954 року в м. Харків в родині музикантів. Батько — український композитор та науковець, професор ХДАК Польський Ілля Самійлович. Мати — піаністка та педагог Харківського державного музичного ліцею. У 1973 році закінчила із золотою медаллю Харківську середню спеціальну музичну школу-інтернат за спеціальністю «фортепіано» (клас Б. Ю. Юхт, Н. Ю. Гольдінгер), з відзнакою фортепіанний факультет Харківського інституту мистецтв ім. І. П. Котляревського 1978 року (клас професора Б. О. Скловського). У 1992 році захистила кандидатську дисертацію «Розвиток жанру фортепіанного дуету в австро-німецькій романтичній музиці» у Санкт-Петербурзькій державній консерваторії ім. М. А. Римського-Корсакова (науковий керівник — А. Б. Шнітке). Закінчила докторантуру Харківської державної академії культури у 2001 році. Захистила докторську дисертацію «Камерний ансамбль: теоретико-культурологічні аспекти» у Національній музичній академії України ім. П. І. Чайковського (науковий керівник — О. Г. Стахевич, 2003).
У 1977—1992 роках викладала в музичних школах Харкова. Від 1992 року працює в ХДАК на кафедрі теорії музики та фортепіано (з 1996 року на посаді доцента, з 2004 — професора). Викладає дисципліни: «Методологія сучасної музичної педагогіки», «Педагогічна майстерність», «Магістерський семінар», «Фортепіано», «Музична естетика», «Музична психологія», «Музична педагогіка», «Історія та теорія музичного виконавства», «Проблеми виконавського музикознавства». В різні роки викладала за сумісництвом у Харківському національному педагогічному університеті ім. Г. С. Сковороди (1983—1984, 2005—2009), Харківському національному університеті ім. В. Н. Каразіна (1990—1995), Національному юридичному університеті імені Я. Мудрого (2004—2006), Харківській гуманітарно-педагогічній академії (2007—2013).
Спеціалізується у сферах теорії й історії музичного ансамблю (камерного і фортепіанного), музичної естетики та культурології, філософії і психології мистецтва, теорії й історії музичного виконавства, музичної культури Харкова. Науковиця є фундаторкою нового напрямку в сучасному музикознавстві — теорії та історії ансамблю.
Ірина Іллівна Польська концертувала в Україні та за кордоном як піаністка, виступала в концертах Національної спілки композиторів України, на телебаченні і радіо, брала участь у міжнародних фестивалях «Харківські асамблеї». У її програмах — твори С. Рахманінова, С. Прокоф’єва, Д. Шостаковича, Й. С. Баха, Д. Скарлатті, Ф. Куперена, Ж.-Ф. Рамо, В. А. Моцарта, Л. ван Бетховена, Ф. Шуберта, Ф. Шопена, Р. Шумана, Ф. Ліста, Ф. Мендельсона, Й. Брамса, К. Дебюсі та інші. Крім того, вона учасниця понад 100 міжнародних наукових конференцій, конгресів, симпозіумів в Україні та за її межами. У 2000–2013 роках була науковим редактором журналу «Вісник Міжнародного Слов'янського університету», член редколегії наукового збірника «Культура України». Член Міжнародної асоціації фортепіанних дуетів, президент Асоціації фортепіанних ансамблів у м. Харків, член харківського Шубертівського товариства, науковий співробітник Інституту музикознавства. Упродовж 2004–2019 років входила до складу спеціалізованої Вченої ради ХДАК із захисту кандидатських та докторських дисертацій, спеціалізованої Вченої ради із захисту кандидатських дисертацій ХНУМ ім. І. П. Котляревського (2004–2007, з 2015–нині). З 2008 по 2011 роки — член експертної ради ВАК України з мистецтвознавства та культурології.
І. І. Польська веде наукову, педагогічну, виконавську, музично-публіцистичну і лекційно-просвітницьку діяльність. Ініціатор і організатор багатьох міжнародних і регіональних культурних проєктів (наукові конференції, цикли тематичних лекцій-концертів з історії музичного мистецтва, вечори пам’яті видатних музикантів тощо). Є активним дослідником і пропагандистом музичної культури Харківщини.
Здійснює керівництво науковими роботами докторантів, аспірантів та здобувачів, надає опонентські та експертні відгуки й рецензії на наукові та науково-методичні праці, підготовлені науковцями України та інших держав. Під її науковим керівництвом захищені 9 кандидатських дисертацій та 2 докторські.
Нагороджена Почесною грамотою управління культури виконкому Харківської обласної Ради народних депутатів (1982), Почесною грамотою Харківського обласного відділення Музичного товариства УРСР (1983), Почесним дипломом Академії мистецтв України (2009), Почесною Грамотою виконкому Харківської міської ради (2009). Дипломант обласного конкурсу «Вища школа Харківщини – кращі імена» у номінації «викладач професійно-орієнтованих дисциплін» (2009).

## Основні праці
Є авторкою понад 230 друкованих наукових і науково-методичний праць.
- Польская И. И. Камерный ансамбль : история, теория, эстетика : монография / И. И. Польская ; Харьк. гос. акад. культуры. — Харьков, 2001. — 296 с.

- Польська І. І. Ансамблева культура Харкова останньої чверті ХХ сторіччя (фортепіанні ансамблі) / І. І. Польська // Культура України. — Харків : ХДАК, 2002. — Вип. 10 : Мистецтвознавство. Філософія. — С. 129–137.

- Польська І. Становлення історіографії з питань камерного ансамблю / І. Польська // Українське музикознавство : наук.-метод. зб. / М-во культури і туризму України, Нац. муз. акад. України ім. П. І. Чайковського, Центр муз. україністики ; [ред. кол.: Рожок В. І. та ін.; ред. О. В. Торба]. — К., 2004. — Вип. 33. — С. 108–116.

- Польська І. Камерний ансамбль : феноменологія жанру / І. Польська // Наук. зб. Львів. нац. муз. акад. ім. М. В. Лисенка. — Львів, 2010. — Вип. 24 : Камерно-інструментальний ансамбль : історія, теорія, практика. — С. 4–14.
- Польська І. І. Камерний ансамбль / І. І. Польська // Енциклопедія Сучасної України / Нац. акад. наук України, Наук. т-во ім. Шевченка, Ін-т енциклопед. дослідж. — Київ, 2012. — Т. 12. — С. 112–114.
- Польська І. Камерно-ансамблеве мистецтво України : шляхи музикознавчих розвідок / І. Польська // Наукові збірки Львів. нац. муз. акад. ім. М. В. Лисенка. — Львів, 2015. — Вип. 34 : Виконавське мистецтво. Камерно-інструментальний ансамбль : історія, теорія, практика. — С. 29–47.
- Польська І. І. Життєвий шлях та творча діяльність І. С. Польського (до 95-річчя з дня народження митця) / І. І. Польська // Культура України : зб. наук. пр. / М-во культури, молоді та спорту України, Харків. держ. акад. культури ; [редкол.: В. М. Шейко (голов. ред.) та ін.] ; за заг. ред. В. М. Шейка. — Харків : ХДАК, 2019. — Вип. 66. — С. 205–216.
- Польська І. І. Фортепіанний та камерний ансамбль у житті та творчості Фридерика Шопена / І. І. Польська // Modern culture studies and art history : an experience of Ukraine and EU : collect. monogr. / Cuiavian University in Wloclawek, The Odessa National A. V. Nezhdanova Academy of Music. — Wloclawek, Poland, 2020. — С. 360–381.
- Польська І. І. Моцарт та народження жанру фортепіанної чотириручної сонати / І. І. Польська // Музичне мистецтво і культура : наук. вісн. / М-во культури України, Одес. нац. муз. акад. ім. А. В. Нежданової. — Одеса, 2020. — Вип. 31, кн. 2. — С. 6–20.
- Polska I. Modern higher musicological education (PhD) in Ukraine : traditions and innovations / I. Polska, I. Konovalova // Theoretical foundations of pedagogy and education : collective monograph / Hritchenko T., Loiuk O., … etc. ; Іnternational Science Group. — Boston: Primedia eLaunch, 2021. — Pp. 291–298.
- Polska I. I. The phenomenon of chamberness and its incarnation in the chamber music and chamber ensemble: genre-ontological and semantic aspects / I. I. Polska // Linguistics and Culture Review. — 2021. — Vol. 5, № 2. — С. 565–579.
- Польська І. Система фортепіанного виконавства : жанрова специфіка та типологія / І. Польська // Актуальні питання гуманітарних наук : міжвузів. зб. наук. пр. молодих вчених Дрогоб. держ. пед. ун-ту ім. І. Франка / М-во освіти і науки України, Дрогоб. держ. пед. ун-т ім. І. Франка, Рада молодих вчених. — Дрогобич, 2022. — Вип. 51. — С. 188–194.